# Ruggero Ruggeri

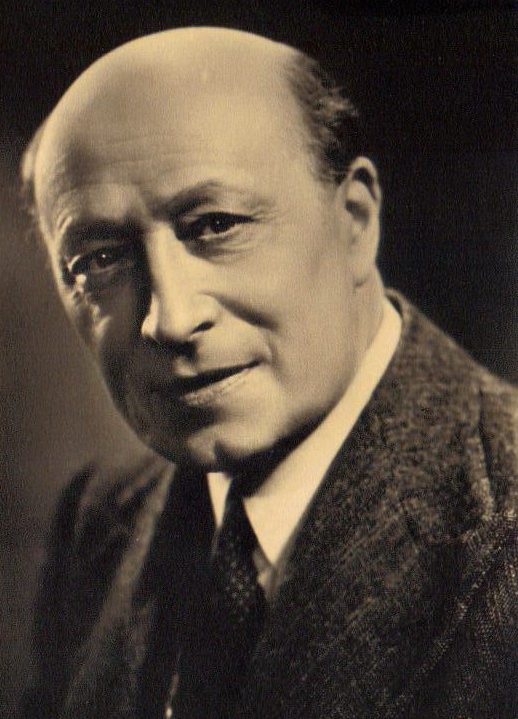
Ruggero Ruggeri

Ruggero Ruggeri (Fano, 14 novembre 1871 – Milano, 20 luglio 1953) è stato un attore italiano.

## Biografia

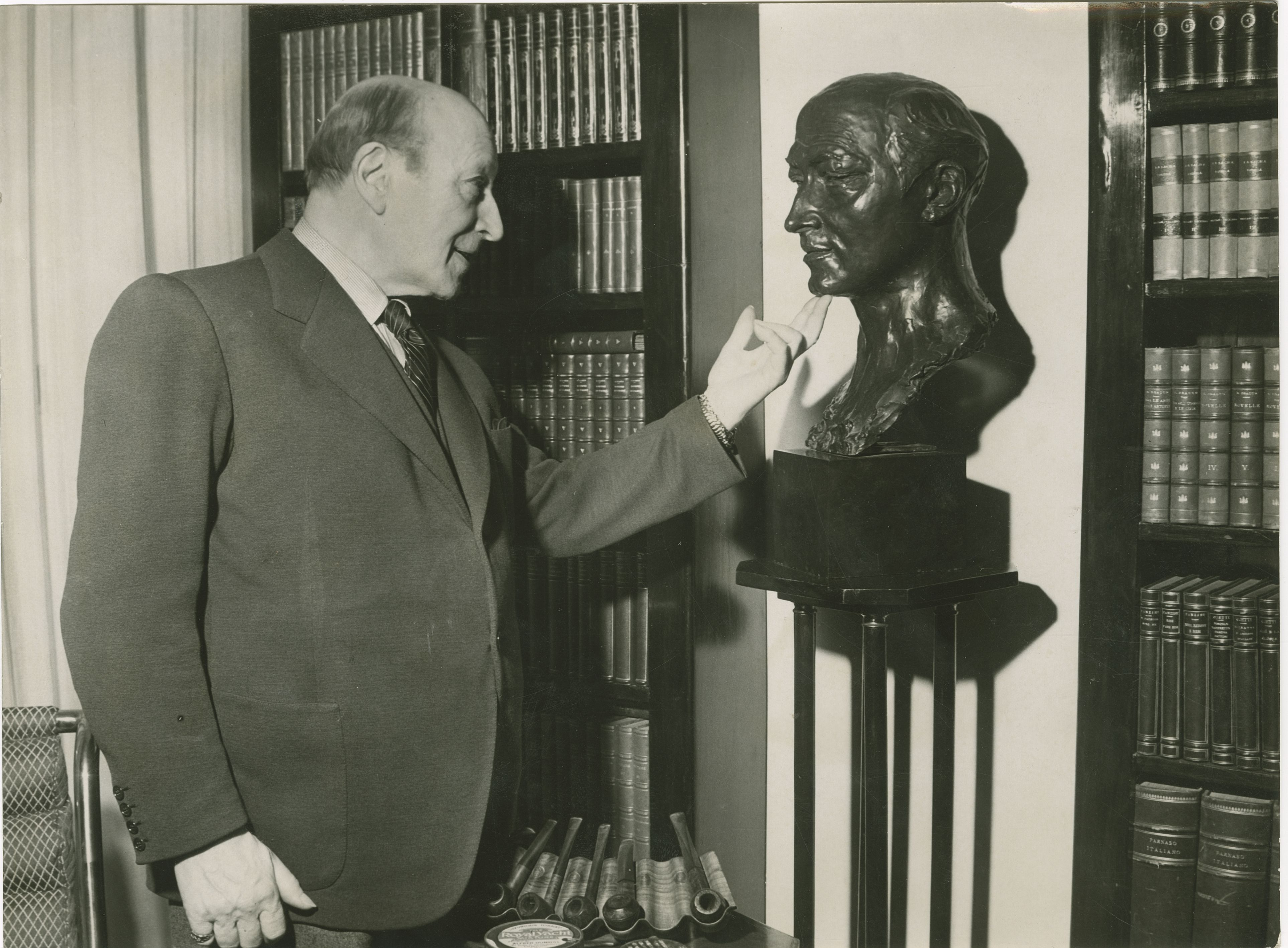
Ruggero Ruggeri nel 1940

Nacque a Fano da genitori emiliani: l'avvocato Augusto, parmigiano, che in quel periodo era insegnante di filosofia e preside del locale ginnasio liceo “Nolfi”; e Corinna Casazza, di Guastalla, località reggiana in cui i due si erano sposati il 5 ottobre 1870.
Tredici mesi dopo sarebbe nato il loro unico figlio, ma dal centro marchigiano la famiglia andò via già nel 1872, quando Ruggero aveva pochi mesi: il professor Augusto infatti era stato pubblicamente attaccato da alcuni genitori di alunni, così chiese il trasferimento. La cosa segnò per sempre i rapporti dei Ruggeri con Fano: Ruggero infatti non vi mise più piede per settant'anni, tornandovi ormai a fine carriera (nella stagione 1941-1942, con due recite a fianco di Paola Borboni).
Dopo le Marche i Ruggeri si spostarono in varie città del centro-nord, nelle quali il capo-famiglia veniva trasferito dal Ministero della Pubblica Istruzione come insegnante o come preside: Firenze (dove Ruggero fece le scuole elementari), Perugia (dove il futuro attore frequentò il ginnasio), Bologna (dove Ruggero iniziò il liceo classico), Lodi, Parma e altre.
Nel 1886, all'improvvisa morte di Augusto, che aveva solo 48 anni, Ruggero e la madre andarono a Guastalla, presso i parenti di lei: il ragazzo interromperà gli studi e si trasferirà a Bologna per dedicarsi al teatro.
A Corinna Casazza, in quanto vedova di un impiegato statale, la Corte dei Conti liquiderà una indennità di 3033 lire.
Ruggeri mantenne per tutta la vita contatti con il paese d'origine della madre, e Guastalla ricambiò dandogli la cittadinanza onoraria nel 1926, e intitolandogli il teatro comunale, quando morì: quel teatro dove s'era esibito tante volte, in quella cittadina sul Po dove aveva trascorso tante estati.
Forse per la prematura perdita del padre, Ruggero si attaccò molto alla madre, suo punto di riferimento per tutta la vita: per esempio le scriveva frequenti lettere nelle quali le raccontava gli esiti delle rappresentazioni e delle tournée, e interruppe l'attività per esserle vicino quando lei si ammalò. Alla morte di Corinna Casazza (1923), l'attore intraprese un lungo viaggio in Europa e nell'America settentrionale, durante il quale conobbe Germaine Darcy, una donna francese che sposò il 4 marzo 1926.
I due avrebbero poi vissuto sino alla fine a Milano, città d'adozione del Ruggeri. Nel novembre 1951, in occasione delle nozze d'argento, la Domenica del Corriere dedicò loro la contro-copertina, dove il tradizionale disegno di Walter Molino ricostruisce un banchetto con cui festeggiarono l'anniversario di matrimonio.
Non ebbero figli, e tutto l'archivio dell'artista sarebbe poi andato al Museo Biblioteca dell'Attore di Genova, dove è consultabile.
Ruggero Ruggeri si spense in una clinica milanese il 20 luglio 1953, per complicazioni polmonari, dopo una tromboflebite per cui era stato ricoverato dieci giorni prima.
I funerali furono solenni, a spese dello Stato: fra i telegrammi di cordoglio la famiglia ricevette quelli del Presidente della Repubblica, Luigi Einaudi, e di Laurence Olivier, mentre ai lati del carro, che si fece largo lentamente tra due ali di folla, erano fra gli altri Giulio Andreotti per il Governo, l'impresario Remigio Paone e Silvio D'Amico, critico teatrale nonché fondatore e direttore dell'Accademia Nazionale d'Arte Drammatica.
Fu sepolto nel Cimitero Monumentale di Milano (Circondante di Levante, tomba 228A), insieme alla madre: sulla tomba sono incise le parole «Maestro d’ogni composto ardire» di Pirandello.
La moglie gli sopravviverà poco più di un anno: morirà infatti in una clinica milanese l'11 novembre 1954.
Ruggeri aveva aderito alla Massoneria di Rito Scozzese presso la Loggia "Gustavo Modena" di Roma, nell'obbedienza della Piazza del Gesù, nella quale raggiunse il grado di Maestro.

## La carriera
(Luigi Pirandello)
Formatosi con Ermete Novelli e Claudio Leigheb, rappresentò la rottura con la recitazione istrionesca dell'Ottocento,
contrapponendovi una rigorosa sobrietà di recitazione e solo compiacendosi, talvolta, di una certa stilizzazione del gesto. La sua voce profonda dai molti colori resta storica.

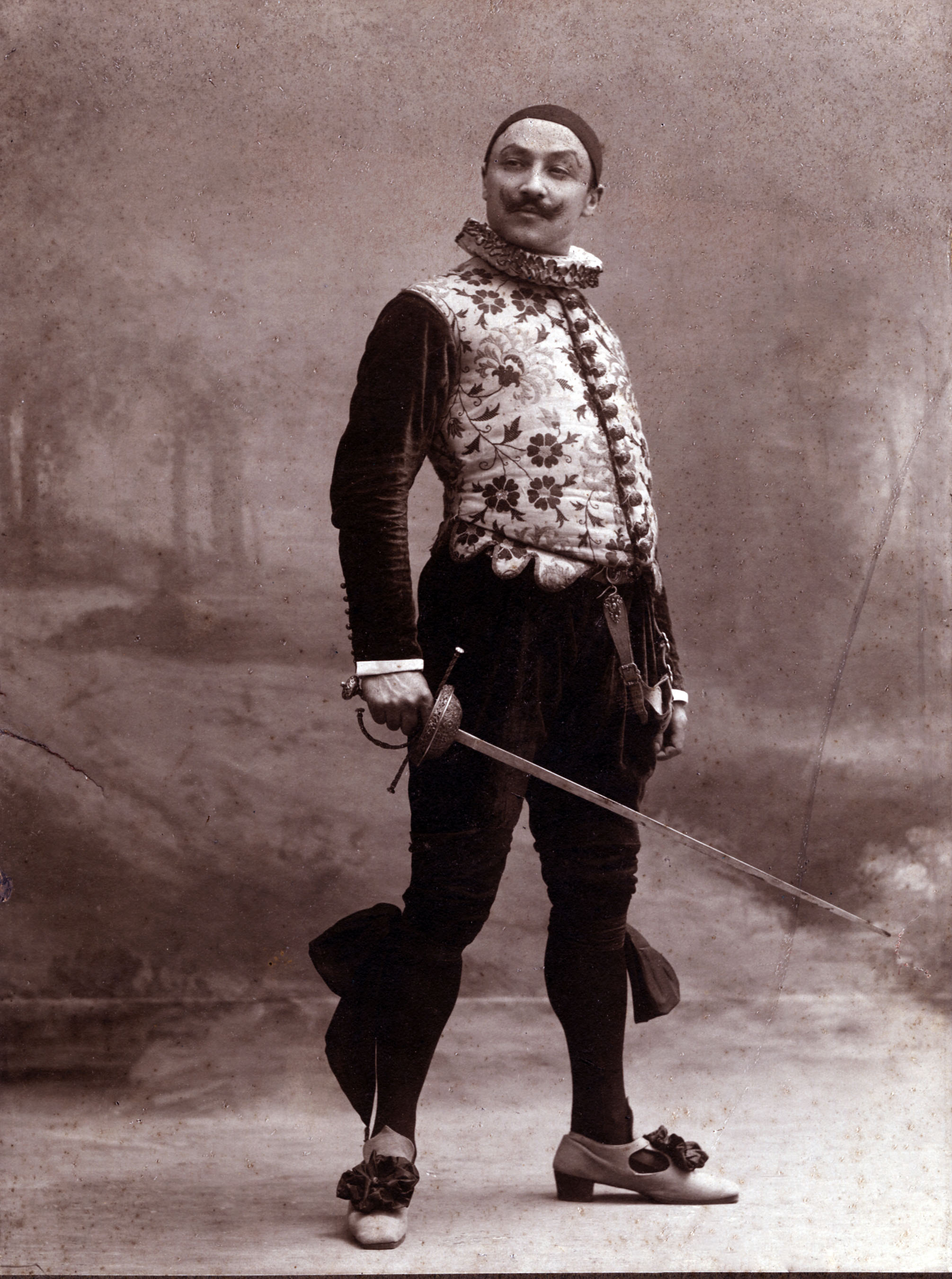
Ruggero Ruggeri nel 1914

Celebre rimase la sua interpretazione del personaggio di Aligi ne La figlia di Iorio di Gabriele D'Annunzio, di cui fu il primo interprete e che riprese anche a distanza di trent'anni sul palcoscenico del Teatro Argentina di Roma nella celebre messa in scena nell'ottobre del 1934 affidata alla regia di Luigi Pirandello assistito da Guido Salvini, con Marta Abba prima attrice e scene e costumi di Giorgio de Chirico; ma soprattutto eccelse nei tormentati personaggi di diversi drammi di Pirandello, come Enrico IV, dei quali spesso fu il primo interprete e che lo stesso drammaturgo scrisse pensando proprio alla interpretazione di Ruggeri. Pirandello nel 1921 aveva scritto la parte del padre dei Sei personaggi in cerca d'autore pensando a Ruggeri, ma, a causa di precedenti impegni presi dall’attore, aveva dovuto affidarlo alla compagnia di Niccodemi con Vera Vergani e Luigi Almirante. Tuttavia il 28 novembre 1936 Ruggeri lo porta in scena, al Teatro Argentina di Roma, replicandolo per sette sere e ottenendo un enorme successo.
Il futuro premio Nobel gli aveva già offerto un ruolo in Così è (se vi pare), ma Ruggeri aveva rifiutato, accettando invece di vestire i panni del protagonista Angelo Baldovino ne Il piacere dell'onestà, che, debuttando nel novembre 1917 al Teatro Carignano di Torino, diventò la prima opera pirandelliana ad avvalersi della presenza di Ruggeri, che da quel momento diventerà il principale interprete dei testi del drammaturgo di Girgenti.
Capocomico e primo attore accanto alle maggiori attrici del momento, come Emma Gramatica, Marta Abba, Lyda Borelli e Wanda Capodaglio, venne apprezzato anche all'estero ove fece fortunate tournée.
Alla fine della sua carriera teatrale lavorò con Luchino Visconti: interpretò Jack il malinconico in Come vi piace di Shakespeare (1948) ed Egisto in Oreste di Alfieri (1949).

## Il cinema
Si dedicò anche al cinema senza però sottrarsi ad una impostazione prettamente teatrale, debuttando davanti alla cinepresa diretto da Enrico Guazzoni ne L'istruttoria (1914).
Tra i film da lui interpretati, notevole è La vedova, tratta dal romanzo di Renato Simoni, I promessi sposi in cui impersonava il Cardinale Borromeo, e Sant'Elena, piccola isola (1943), nel quale diede vita ad un patetico Napoleone Bonaparte.
Inoltre prestò la sua voce al crocefisso in Don Camillo (1952) ed Il ritorno di don Camillo (1953), morendo poco tempo dopo la realizzazione del secondo film della stessa serie.

## Filmografia

Ruggero Ruggeri sul set de Il principe dell'impossibile.

- L'istruttoria, regia di Enrico Guazzoni (1914)
- Lulù o un rendez vous a Montmertre, regia di Augusto Genina (1914)
- Il sottomarino n. 27, regia di Nino Oxilia (1915)
- Papà, regia di Nino Oxilia (1915)
- Il principe dell'impossibile, regia di Augusto Genina (1919)
- Amleto, regia di Eleuterio Rodolfi (1923)
- L'uomo più allegro di Vienna, regia di Amleto Palermi (1925)
- La donna di una notte, regia di Amleto Palermi (1931)
- Quando eravamo muti, regia di Riccardo Cassano (1933)
- Quella vecchia canaglia, regia di Carlo Ludovico Bragaglia (1934)
- Papà Lebonnard, regia di Jean de Limur (1939)
- La vedova, regia di Goffredo Alessandrini (1939)
- Il documento, regia di Mario Camerini (1939)
- La gerla di papà Martin, regia di Mario Bonnard (1940)
- Una lampada alla finestra, regia di Gino Talamo (1940)
- I promessi sposi, regia di Mario Camerini (1941)
- Se non son matti non li vogliamo, regia di Esodo Pratelli (1941)
- Gelosia, regia di Ferdinando Maria Poggioli (1942)
- Quarta pagina, regia di Nicola Manzari (1942)
- Sant'Elena, piccola isola, regia di Umberto Scarpelli e Renato Simoni (1943)
- Vanità, regia di Giorgio Pàstina (1946)
- Le due verità, regia di Antonio Leonviola (1951)

## Prosa radiofonica Rai
- L'albergo dei poveri, di M. Gorkj, regia di Enzo Ferrieri, trasmessa il 6 giugno 1946
- Riccardo II, di William Shakespeare, regia di Enzo Ferrieri, trasmessa il 19 dicembre 1949
- La nostra fortuna, commedia di Eligio Possenti, regia di Enzo Ferrieri, trasmessa il 18 agosto 1953
- Tutto per bene, commedia di Luigi Pirandello, regia di Enzo Ferrieri, trasmessa il 3 aprile 1956.